# リヴォルヴァーカノン

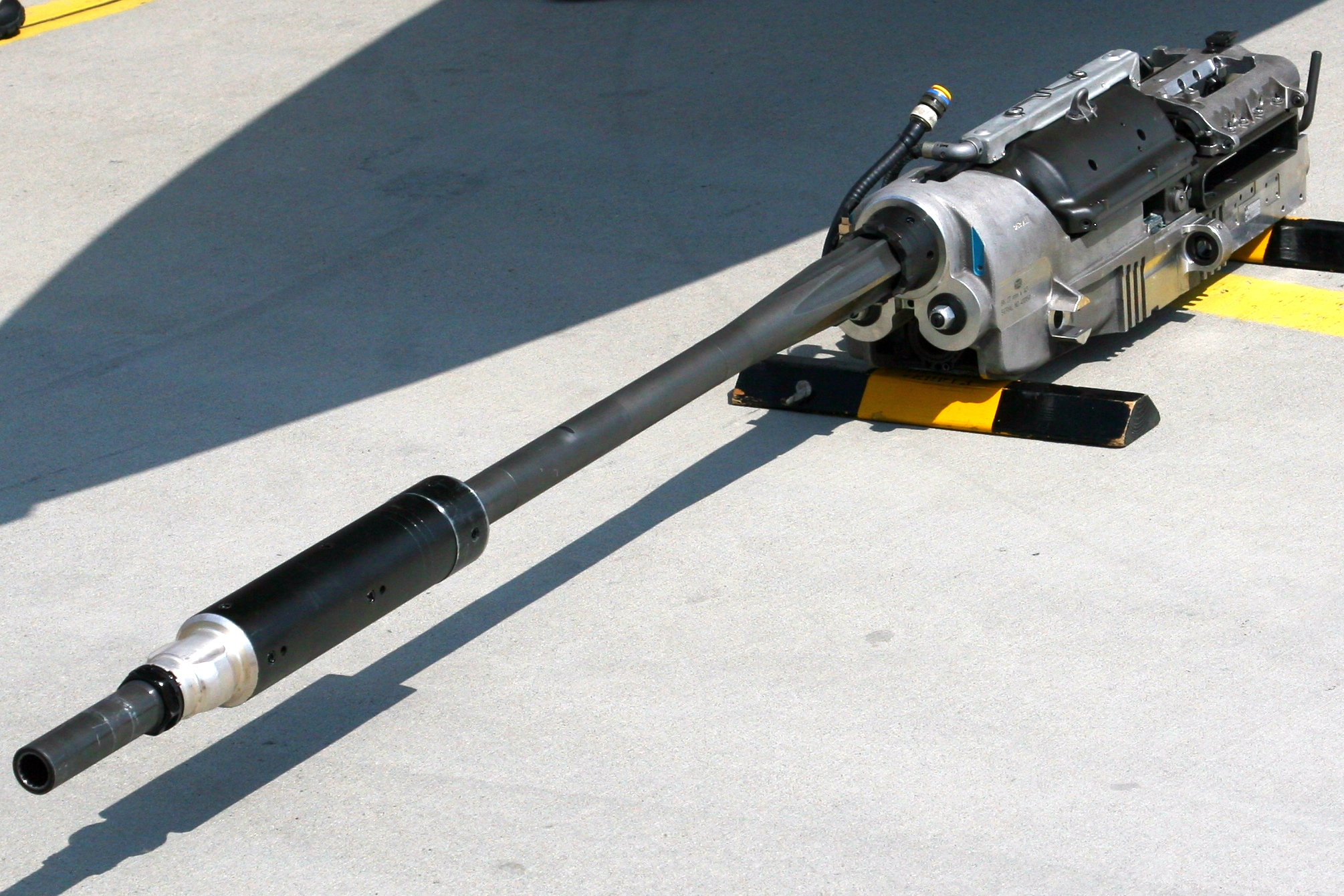
代表的なリボルバーカノンであるマウザー BK-27

リボルバーカノン（英語: revolver cannon, ドイツ語: Revolverkanone）は、一本の砲身に対しチャンバー（薬室）が円周に沿って複数個並ぶシリンダーを持っており、これを回転させて連射を行う機構を持つ機関砲である。「単一の銃身に回転する複数の薬室を持つ」という機構が回転式拳銃と共通であるが、回転式拳銃と異なり薬室が弾倉を兼ねておらず、発砲直前に外部の弾倉から薬室へ次々に装填することで持続射撃を可能としている。

## 特徴

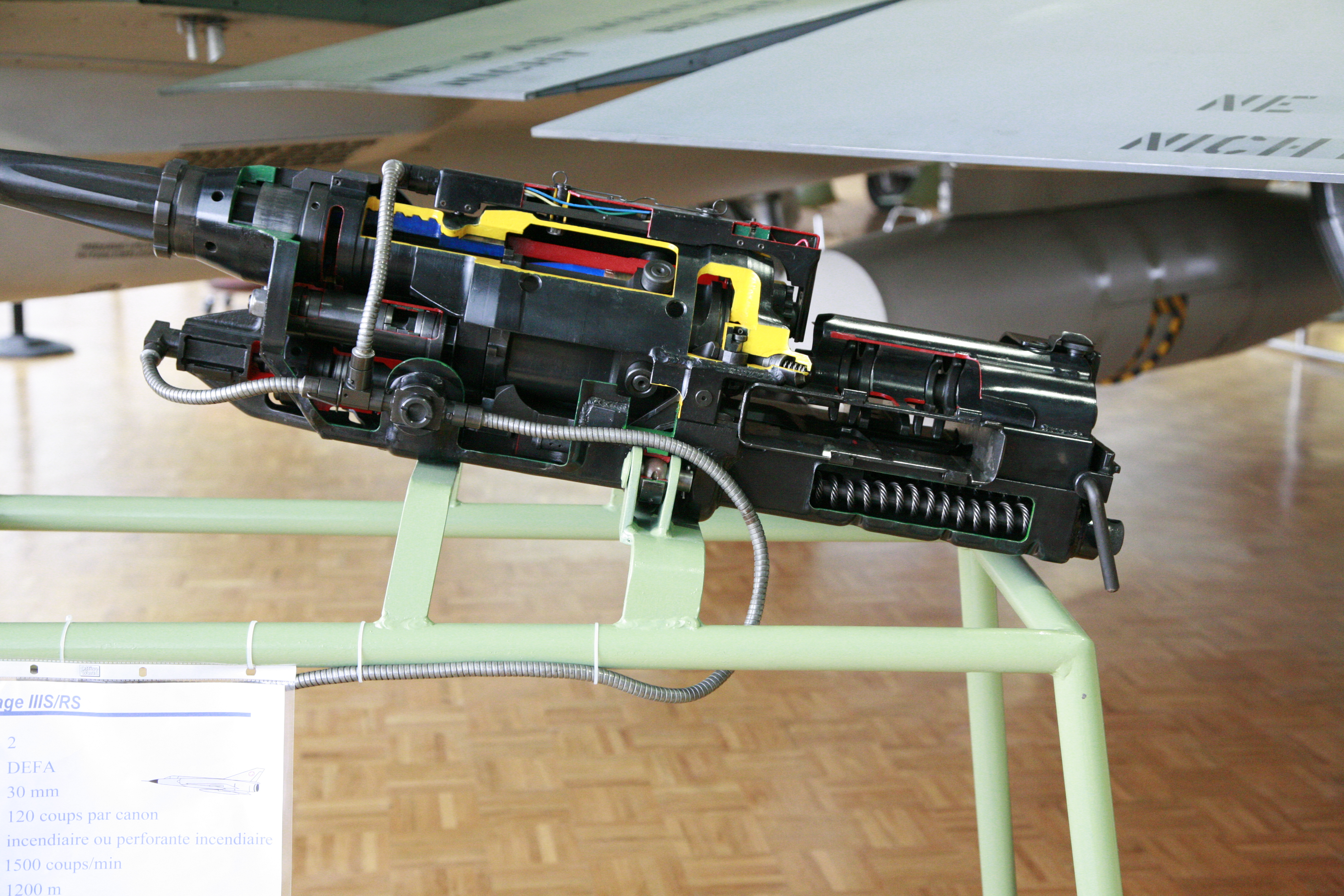
DEFA 30mmリボルバーカノンの機関部カットモデル

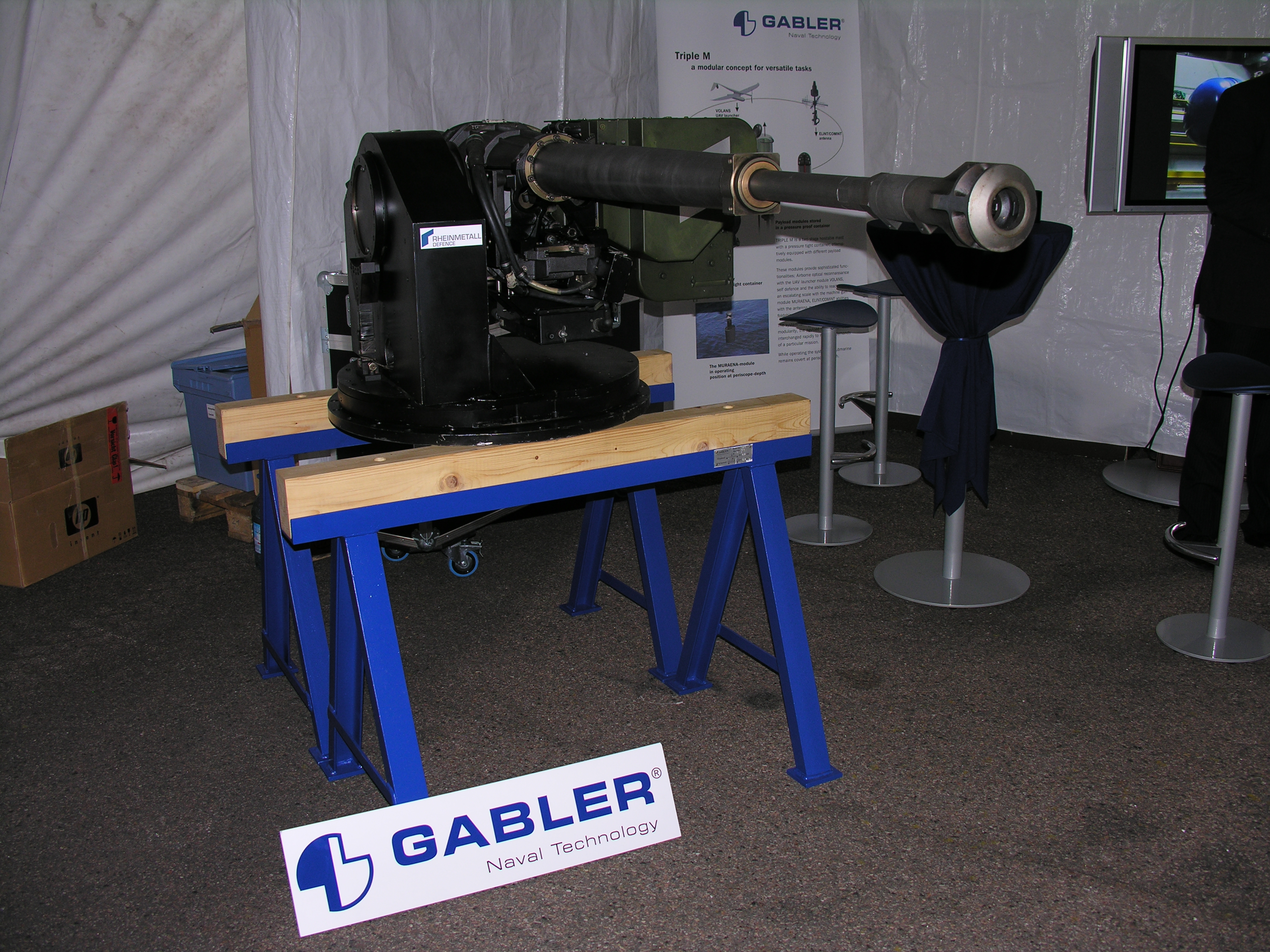
Rheinmetall RMK30 (TechDemo 2008)

本形式の機関砲の利点は、通常の遊底往復式機構を持つ銃器に比べて高い発射速度を達成できることで、同じく高い発射速度を発揮できるガトリング方式の機関砲より圧倒的に立ち上がりが早い（作動を開始してから初弾発射までのインターバルが短い）ことである。特に航空機関砲として、最高速度は超音速に達し高亜音速～遷音速で巡航できる現代の戦闘機同士のドッグファイトでは、機材の作動に要する1秒以下の間であっても射点を大きく逃してしまうため、この点でリボルバーカノンはガトリングに対して多少のアドバンテージがある。また、リボルバーカノン方式の火砲は軽量で嵩張らないため大口径化・携行弾数増大が容易、メンテナンスが比較的容易かつ低コスト、外部動力を用いず自力駆動が可能である。更に、構造上、装弾口を砲身とは異なる軸線上に設けることができるため、テレスコープ弾（こちらも、構造上砲身とは異なる方向・軸線に給弾方向を設けることが容易である）との相性がよいとされる。回転式薬室は前後どちらからでも装填できる設計にすることができるため、テレスコープ弾を用いて前装式設計とすることで、火砲全体の全長を著しく短くすることもできる。作動方式はガス圧作動方式が主である。
この構造上の設計自由度の高さを応用し、ドイツのラインメタル社では、燃焼式薬莢を用い、燃焼ガスを後ろに噴射して反動を相殺する無反動機関砲、RMK30を開発・試作している。RMK30は試作には成功し、攻撃ヘリコプターや装甲車、艦艇などに搭載して実射試験が行われたものの、実用にはいくつかの難点があり、試作に終わった。
欠点として、構造上自ずと銃身と回転する多薬室との間に隙間（シリンダーギャップ）が多少なりともあり、高温・高圧の発射ガスがそこから漏れてエネルギーのロスが生じる。火薬ガスは有毒なため、乗員が同居する砲塔架装に不向きである（下記ギャラリーに挙げられているのはいずれも無人砲塔）。他にも薬室を複数持つ構造上、機関部が太いため砲塔の内部容積を圧迫したり正面装甲の切り欠きが大きくなる。全長の短さも砲身が露出する砲塔型式ではあまりメリットにはならず、地対地戦闘では発射速度も過大気味で、装甲戦闘車両では一部の自走対空砲への採用に留まる。航空機関砲としてもガトリングの圧倒的な発射速度および弾幕展開能力には及ばず、AMX軽攻撃機のブラジル仕様機やトーネード IDSのように、砲を2門装備することでそれを補う場合もある。また、発射速度の高い自力駆動式機関砲全てに言えることだが、不発や遅発があると作動不良に陥りやすいという点もある。基地に戻るまで修理できない航空機にとって致命的であるため、マウザー BK-27では電気系統をチェックする弾丸型の検査装置を提供し頻繁な検査でも負担がかからないように配慮している。

## 歴史
現代において“リボルバーカノン”と呼ばれる火器は、第二次世界大戦末期にナチス・ドイツのマウザーが開発したマウザーMG 213機関砲を元祖としている。結局MG213は実用化が間に合わなかったが、その性能は当時としては驚異的なものであり、西側諸国は試作品や図面を接収、新型航空機関砲設計の雛形とした。
このため、以後開発されたリボルバーカノン方式の航空機関砲は、基本的には殆どがこのMG213のコピー、もしくは発展型である。朝鮮戦争以降、M61 バルカンの採用までアメリカ空軍が使用していたM39はMG213の口径20mm型から、フランスの30mm DEFA砲、イギリスの30mm ADEN砲は口径30mm型からの、ほぼフルコピーに近い存在である。また、パナヴィア・トーネードやユーロファイター タイフーンに搭載されるマウザー BK-27は、MG213を開発したマウザー自身により開発・製造された27mm リボルバーカノンで、その設計はMG213を27mm弾仕様とし、給弾方式をメタルリンク式からリンクレス給弾方式に変更した改良型といってほぼ差し支えない。
MG213のフルコピーではなく各所に独自の改良を加えたものもあり、スイスのエリコン社が開発したエリコン KCA 30mmリボルバーカノンは作動方式はほぼ同様ながら独自の機構を持っている。また、フランスがラファール戦闘機に搭載するために開発した30 M 791(DEFA 791)があり、これらはMG213を参考にしたものではあっても独自の設計である。
上記の他にもいくつかの試作品があるが、主に西ヨーロッパのもので、ソビエト連邦を始めとした東ヨーロッパ圏ではほとんど用いられていない。しかし、ソビエトは前方装弾式・テレスコープ弾使用のR-23 23mm航空機関砲(英語版)を開発・実用化しており、ツポレフ Tu-22超音速ジェット爆撃機の尾部に装備されたDK-20(9-A-242) リモコン銃座の装備機関砲に用いていた他、水冷式冷却機構を持つ30mmリボルバーカノンのNN-30を開発し、AK-230艦載機関砲システムに搭載している。

## ギャラリー

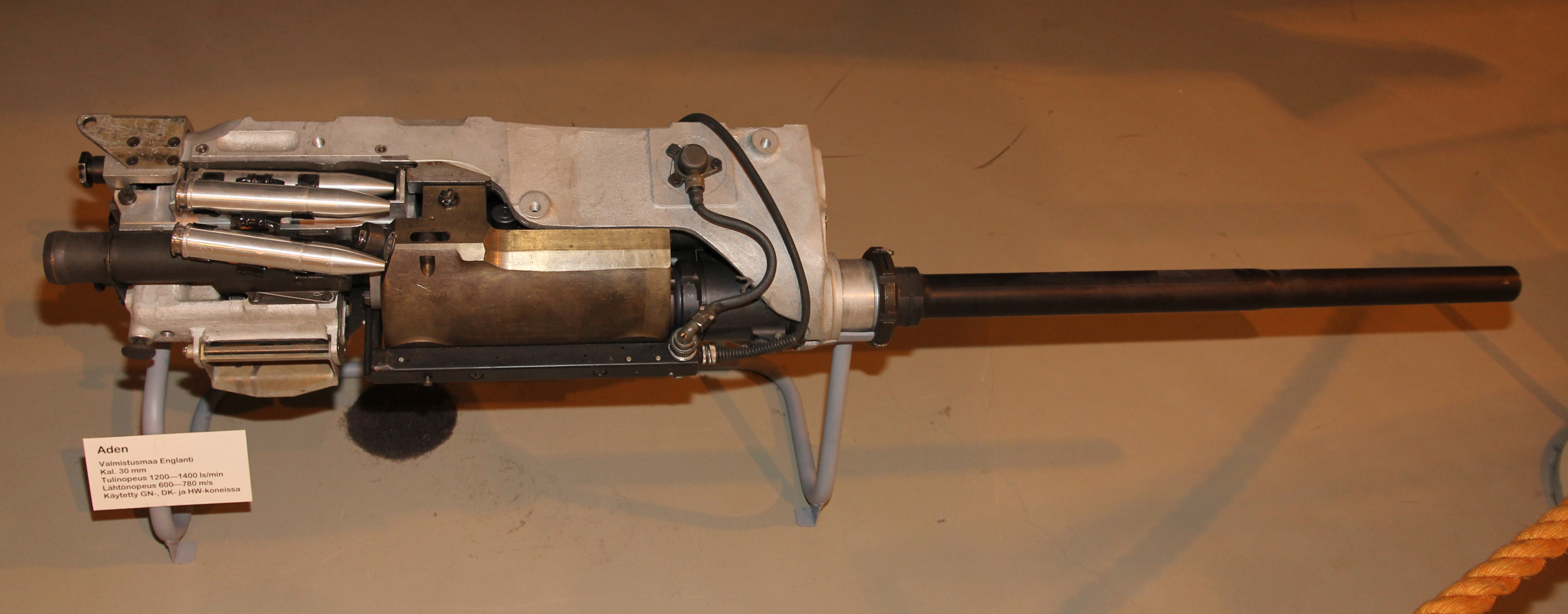
イギリスの30mm ADEN （画像のものはフィンランドの使用したサーブ F35(サーブ35XS)戦闘機に搭載されたM-55）
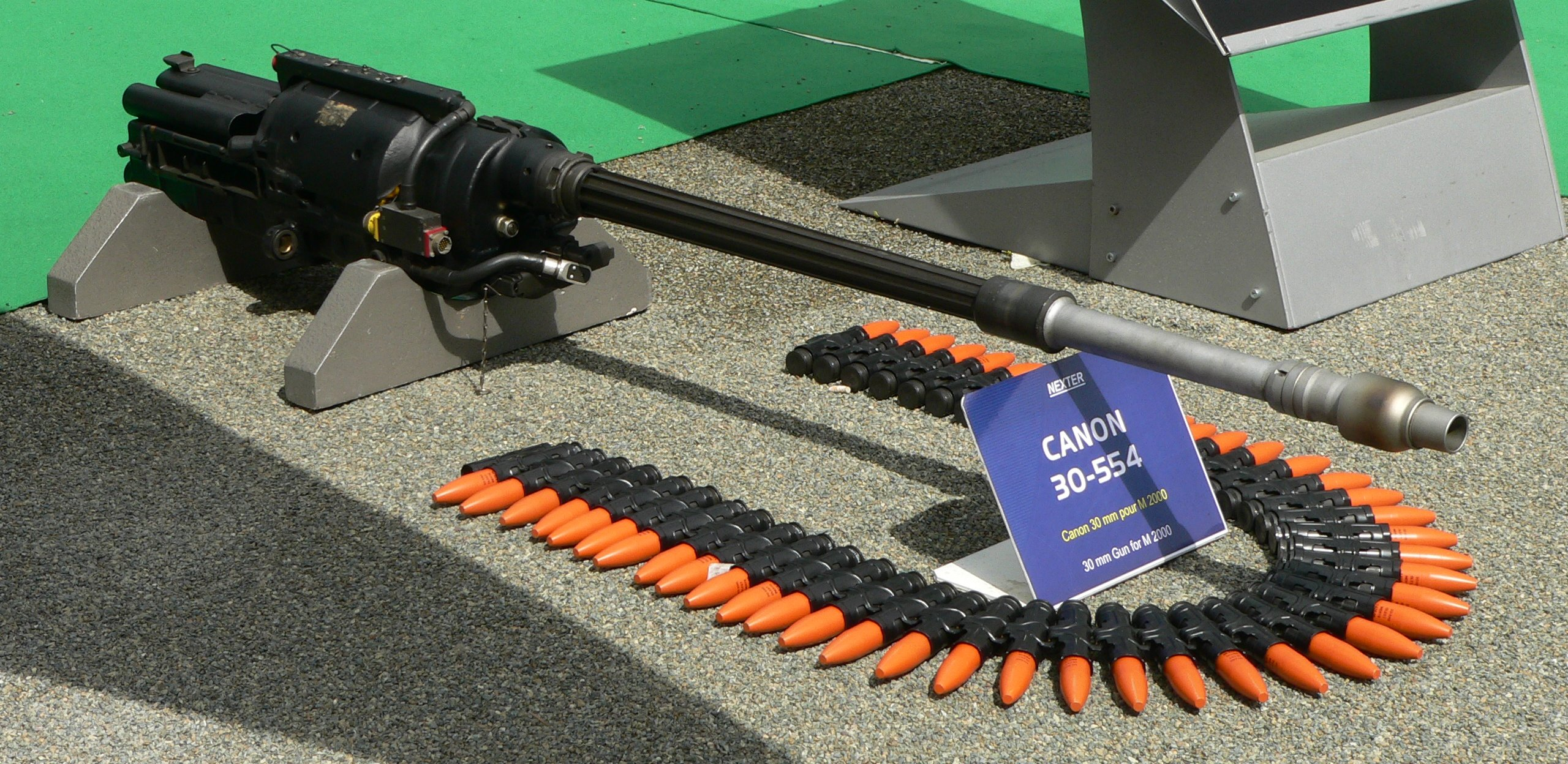
フランスの30mm DEFA 554
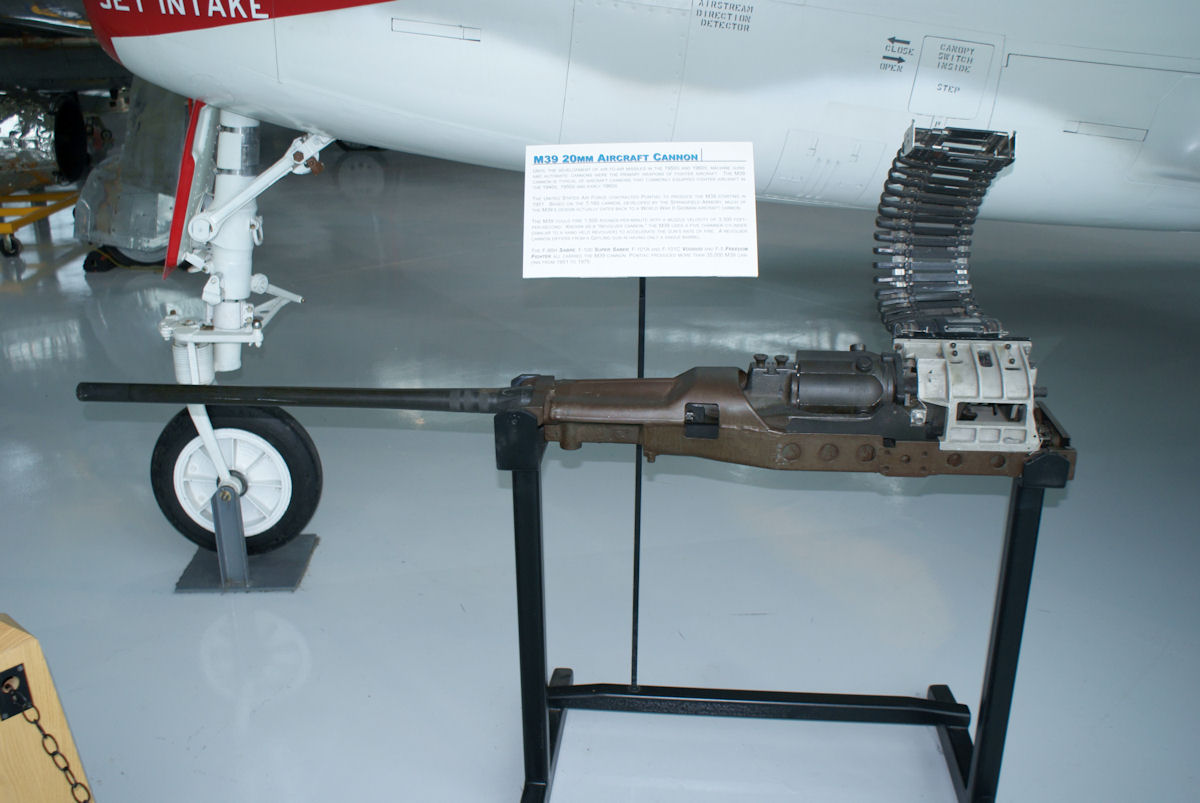
アメリカのポンティアック M39
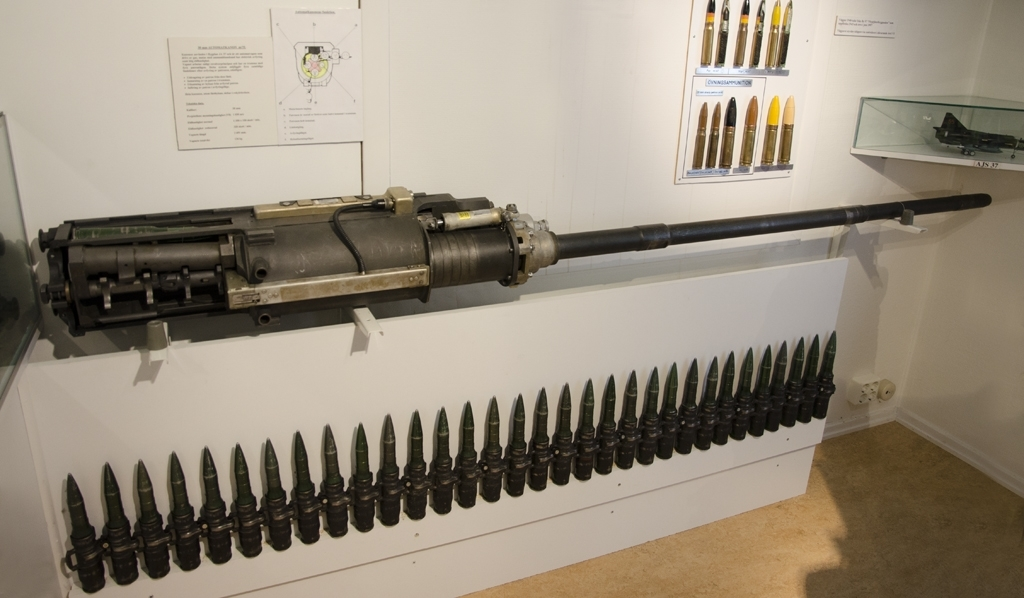
スイスのエリコン KCA （画像のものはスウェーデンのサーブ JA37 ヴィゲン戦闘機に搭載されたAkan m/75）
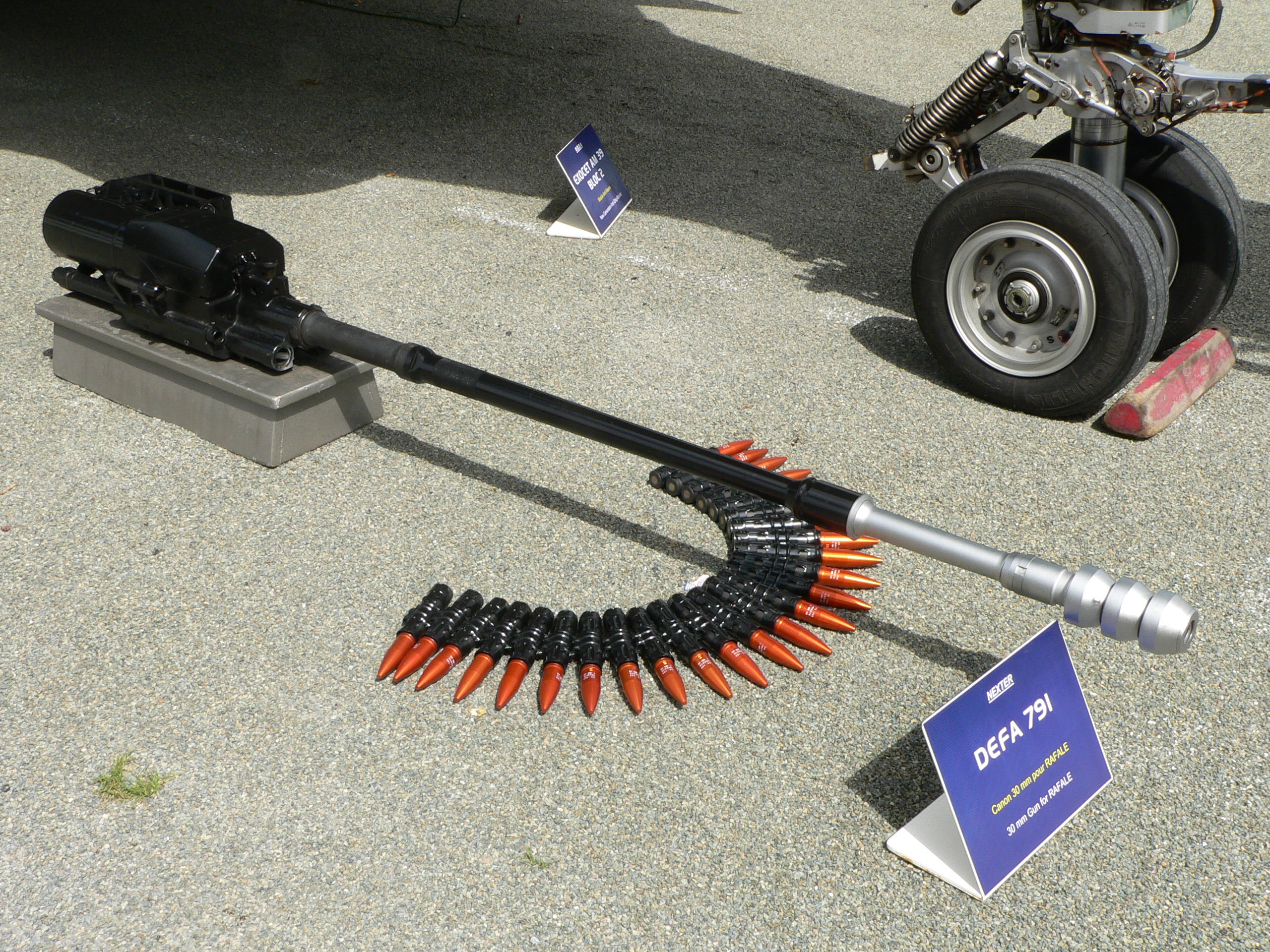
フランスの30 M 791(DEFA 791)
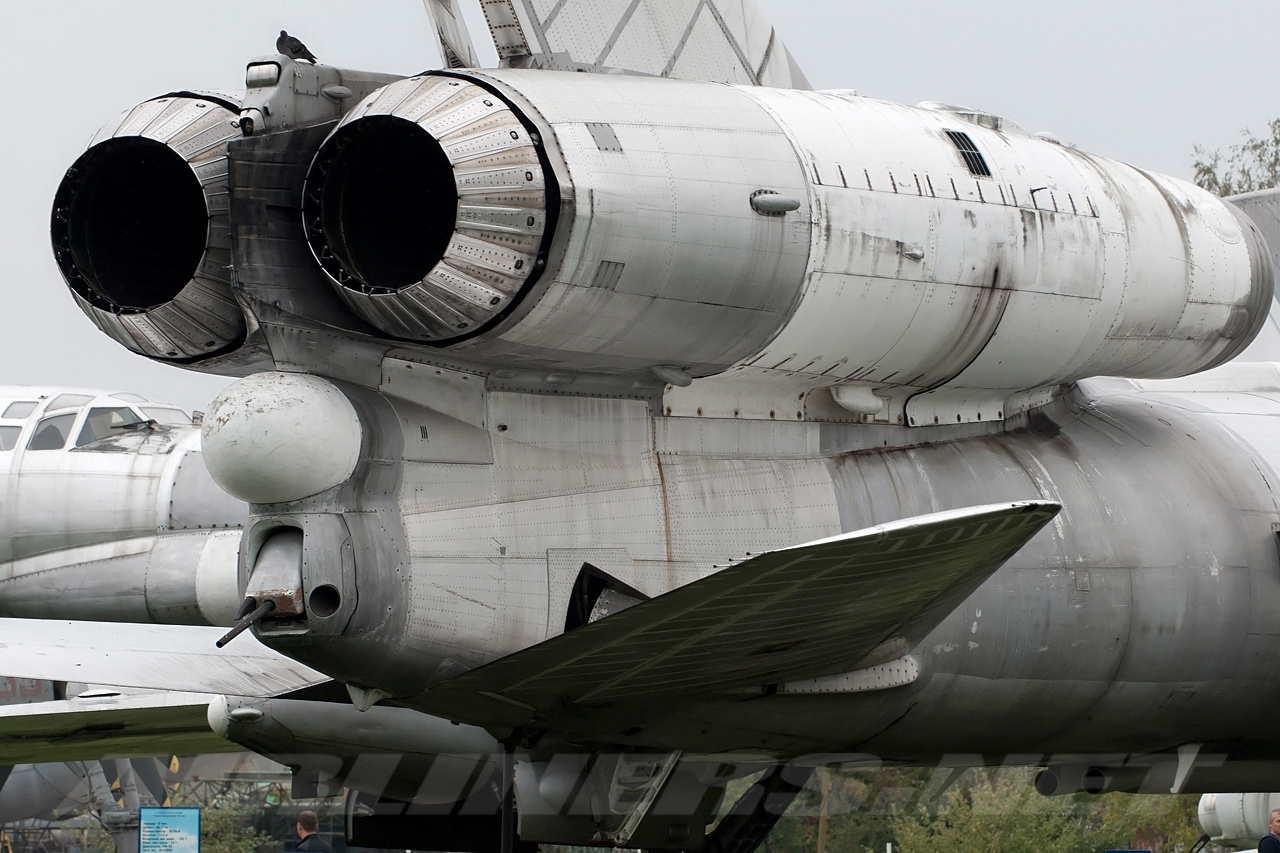
ツポレフ Tu-22PDのDK-20 銃座
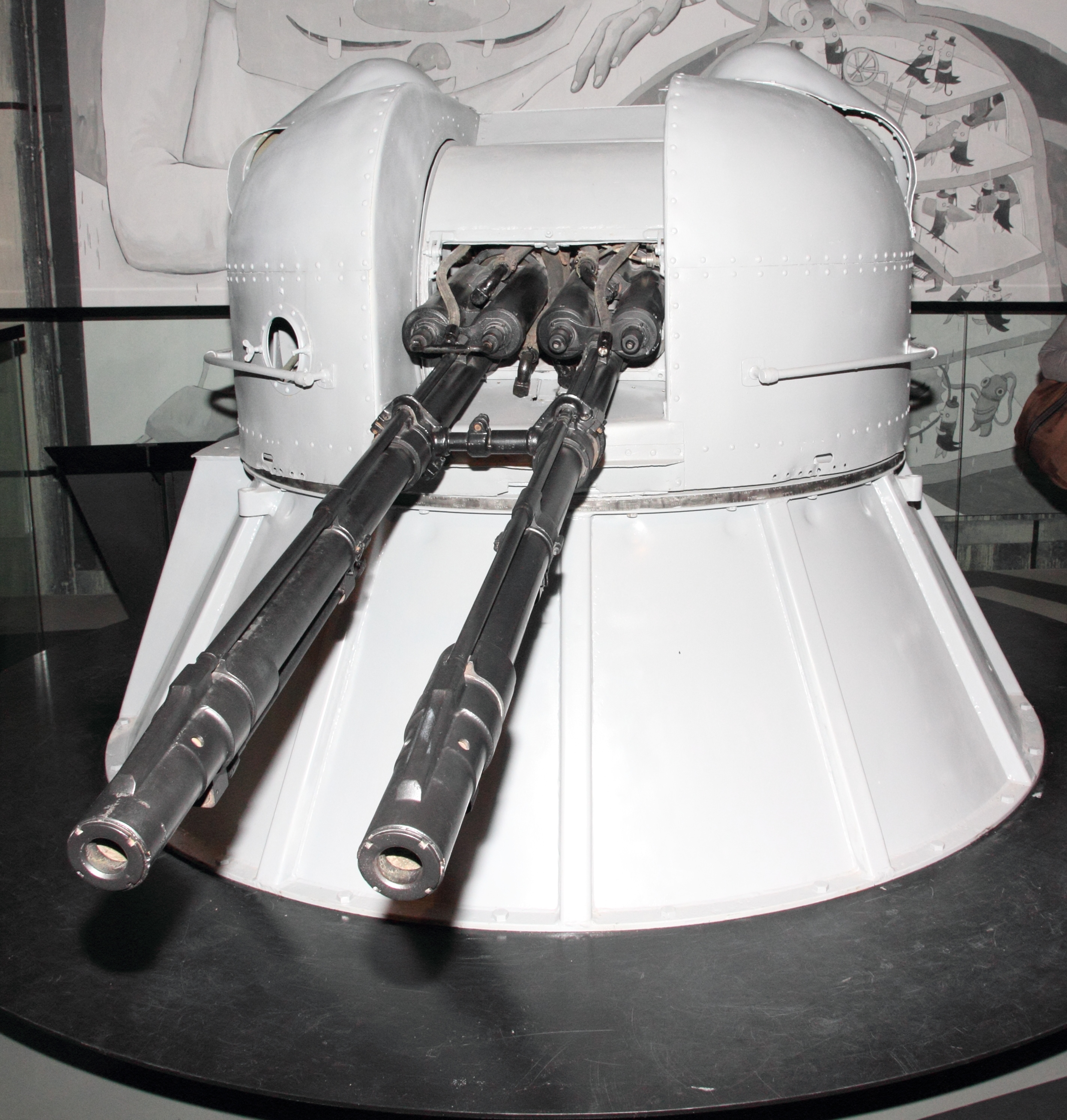
AK-230艦載機艦砲システムの連装砲塔に搭載されているNN-30
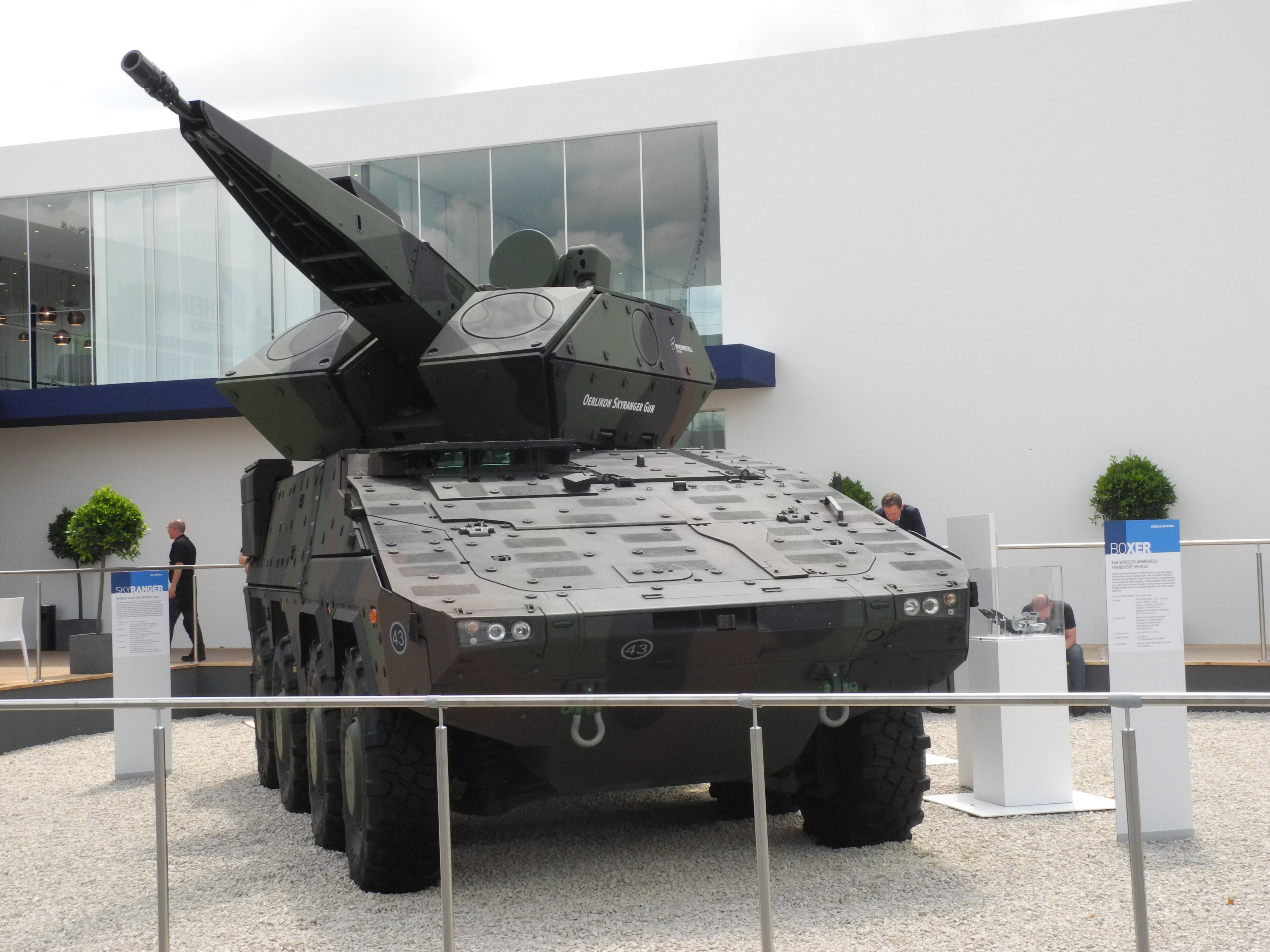
スカイレンジャー35自走対空砲に搭載された35mm口径エリコンKDG。同系砲塔は地上設置型のMANTIS近接防空システム（英語版）や艦載のミレニアムCIWSにも応用される。

## 参考元
- 真実一路 - 「KANON in the AIR」Act.4 戦後・現代編
- Bev Fitchett's Guns Magazine » Heavy Machine Guns＞Revolver cannon[リンク切れ]